# チュニス旧市街のマドラサ

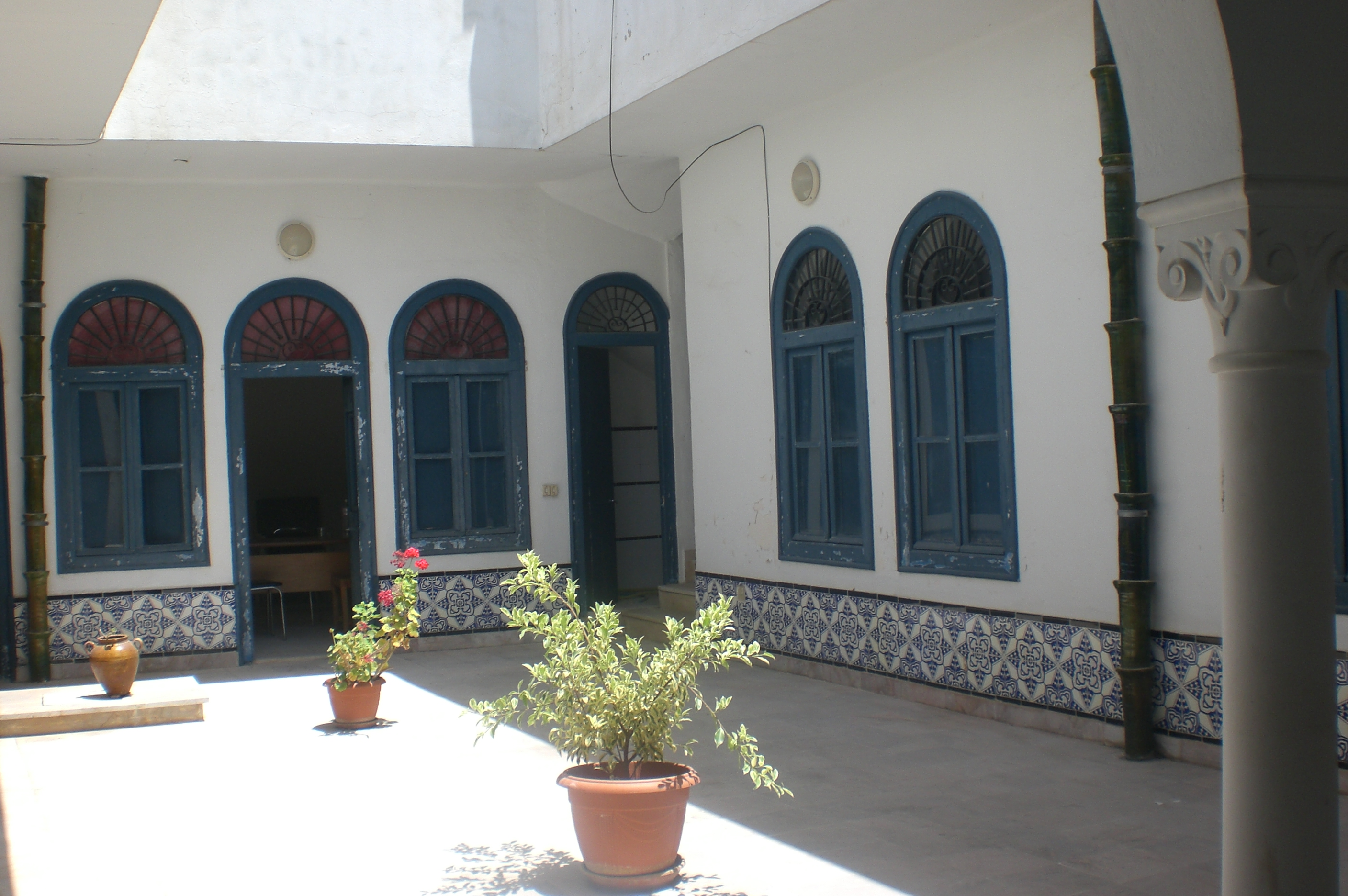
マドラサ・エル・オスフォーリーヤの内部

チュニス旧市街におけるマドラサはハフス朝時代から存在している。マドラサはマシュリク地方と同形式をとり、一神教の布教や有能な職員の養成を目的として建てられた。マドラサの建設はオスマン帝国時代までかかったが、時代とともに役割が変化し、20世紀にはザイトゥーナモスクで学ぶ学生の寮に成り代わり、学生住居マドラサと呼ばれるようになった。

## ハフス朝時代
ハフス朝時代のスルタンらは、マドラサの建設に尽力したが、王女らや学者、分野で有識の者らも協力した。結果、学者らの集結を目的に、多くのマドラサが建設された。主要なハフス朝のマドラサは以下である。
- マドラサ・シャマーイーヤ
- マドラサ・タウフィーキーヤ
- マドラサ・エル・オスフォーリーヤ
- マドラサ・エル・マグリビーヤ
- マドラサ・エル・マルジャーニーヤ
- マドラサ・エル・ウヌキーヤ
- マドラサ・エル・ムンタサリーヤ

## オスマン朝時代

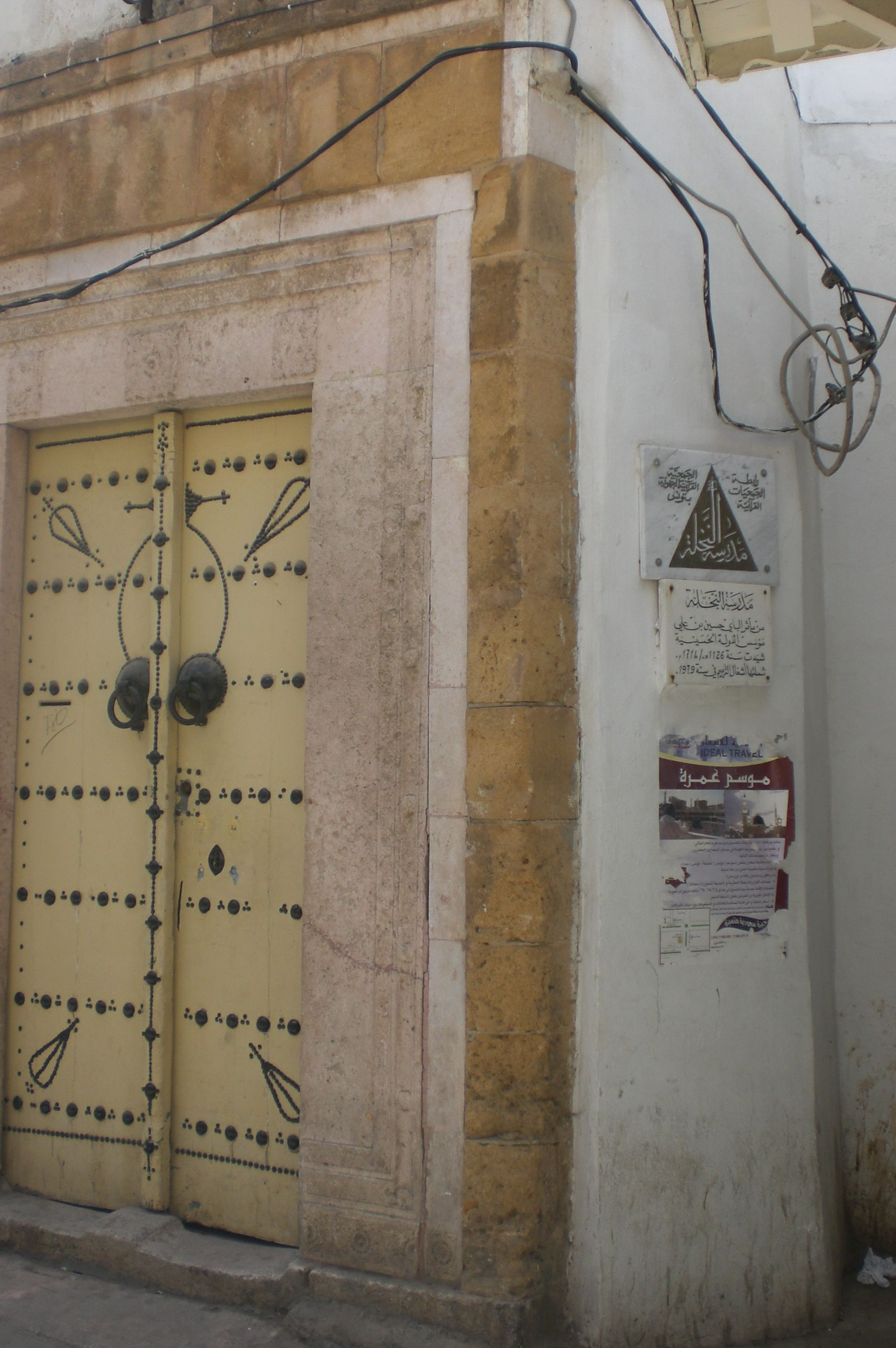
チュニス、マドラサ・ナクラの入り口

オスマン・トルコの到来に伴い、トルコ人らはハナフィー学派の普及を望みマドラサを建設した。これは17世紀ごろのことで、このころから多くのマドラサが建設されている。例えば以下二つがあげられる。
- マドラサ・エル・アンダルスィーヤ
- マドラサ・エル・ムラーディーヤ

フセイン・ベン・アリ（en:Al-Husayn I ibn Ali）時代に建てられたマドラサは以下である。
- 大マドラサ・エル・フセイニーヤ
- 小マドラサ・エル・フセイニーヤ
- マドラサ・エル・ジャーミア・エル・ジャディード
- マドラサ・ナクラ

アリー・バーシャー（en:Abu l-Hasan Ali I）は以下の4つのマドラサを建設した。
- マドラサ・エル・バーシーヤ
- マドラサ・スライマーニーヤ
- マドラサ・ビイル・エル・アフジャール
- マドラサ・エル・アーショーリーヤ

その後もマドラサの建設は続いた。20世紀に建てられたマドラサは以下である。
- 大マドラサ・エル・ハビービーヤ(ムハンマド・エル・ハビーブ・エル・ベイの建設)
- 小マドラサ・エル・ハビービーヤ(ムハンマド・エル・ハビーブ・エル・ベイの建設)
- マドラサ・エル・ハムズィーヤ
- マドラサ・サーヒーヤ

## 参照
- محمد بن الخوجة، تاريخ معالم التوحيد في القديم وفي الجديد، تحقيق الجيلاني بالحاج يحي وحمادي الساحلي، دار الغرب الإسلامي، بيروت 1985.
- محمد الباجي بن مامي، مدارس مدينة تونس من العهد الحفصي إلى العهد الحسيني، المعهد الوطني للتراث تونس 2006.
- Ahmed Saadaoui, Tunis, ville ottomane, trois siècles d'urbanisme et d'architecture, CPU, Tunis 2001